# 코미디 영화

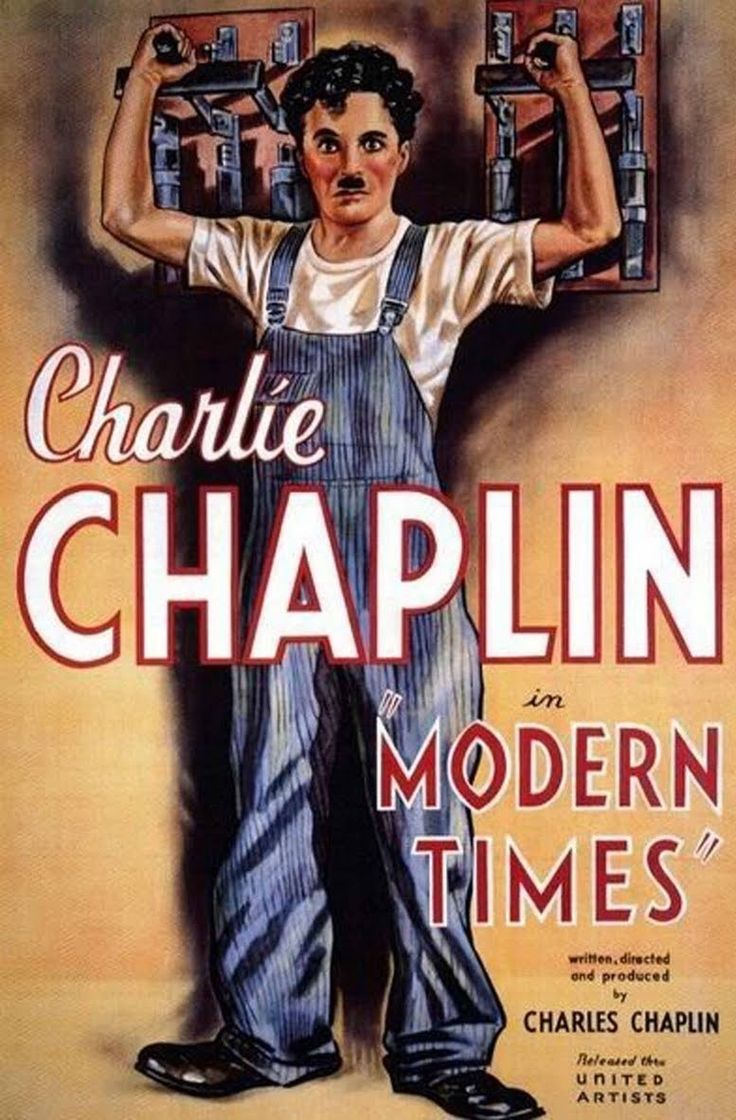
찰리 채플린의 영화 모던 타임스 (1936) 포스터.

코미디 영화(comedy film)는 유머를 강조하는 영화 장르이다. 이 영화들은 관객을 즐겁게 하고 웃게 만들도록 고안되었다. 이 장르의 영화들은 일반적으로 해피 엔딩을 가지며, 블랙 코미디는 예외이다. 코미디는 영화에서 가장 오래된 장르 중 하나이며, 연극의 고전적인 희극에서 파생되었다. 초기 무성 영화 중 일부는 슬랩스틱 코미디였는데, 이는 종종 시각적 묘사, 즉 시각적 개그와 슬랩스틱에 의존하여 소리 없이도 즐길 수 있었다. 무성 영화에 드라마와 흥미를 더하기 위해 피아노, 오르간 및 기타 악기로 스크린의 동작에 맞춰 라이브 음악이 연주되었다. 1920년대에 유성 영화가 보편화되면서, 벌레스크 상황과 대화의 유머러스함 모두에서 웃음을 이끌어낼 수 있었기 때문에 코미디 영화의 인기가 높아졌다.
코미디는 다른 영화 장르에 비해 개별 스타 배우에게 더 많은 초점을 맞추며, 많은 전직 스탠드업 코미디언들이 인기에 힘입어 영화 산업으로 진출했다.
에릭 R. 윌리엄스는 "스크린 작가 분류법"(2017)에서 영화 장르는 근본적으로 영화의 분위기, 등장인물, 이야기에 기반을 두므로, "드라마"와 "코미디"라는 명칭은 장르로 간주하기에는 너무 광범위하다고 주장한다. 대신 그의 분류법은 코미디가 최소 12가지 다른 하위 유형을 포함하는 영화의 한 종류라고 주장한다. 액션 코미디와 로맨틱 코미디와 같은 여러 하이브리드 장르가 등장했다.

## 역사

### 무성 영화 시대

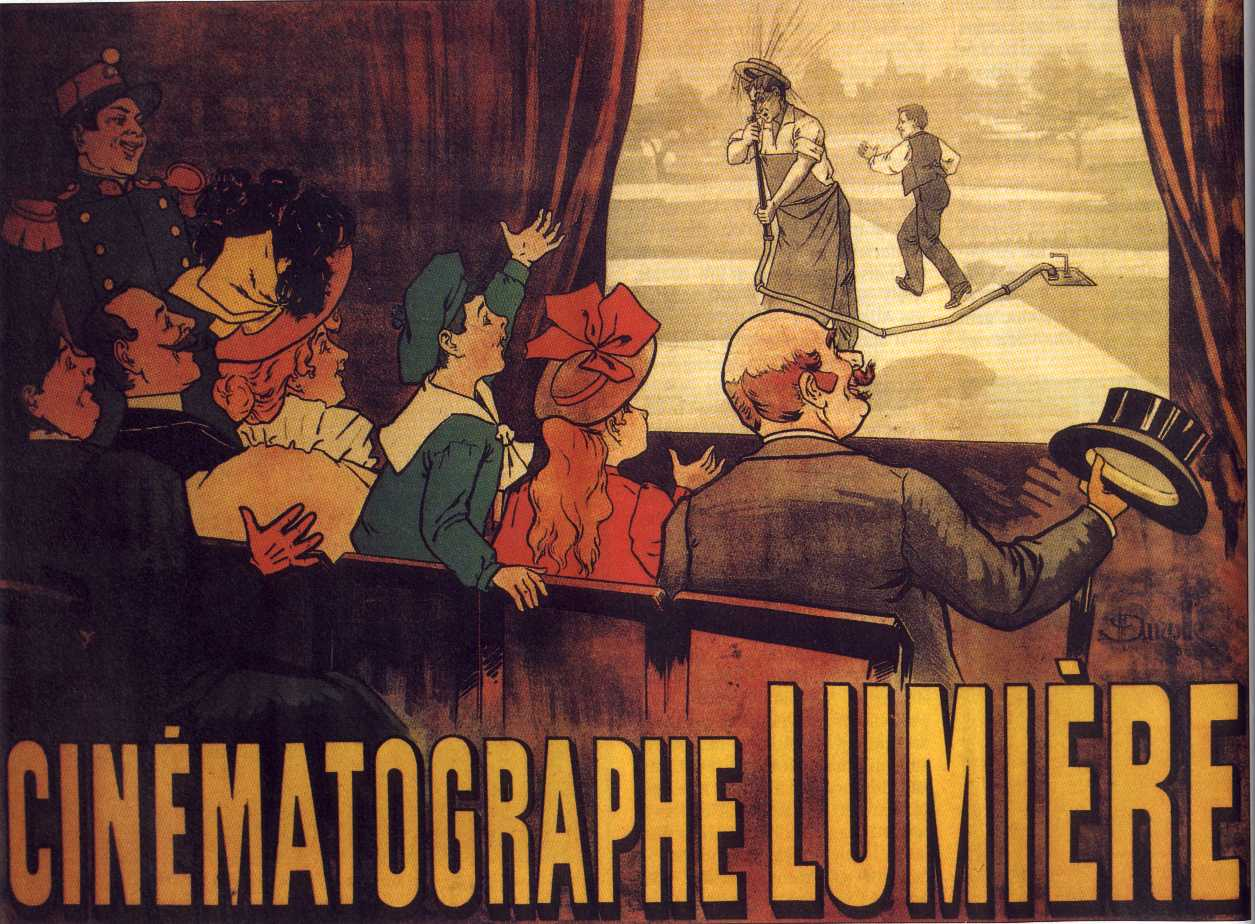
최초의 코미디 영화 정원사 (영화) (1895)의 영화 포스터

최초의 코미디 영화는 영화 선구자 루이 뤼미에르가 감독하고 제작한 정원사 (영화) (1895)였다. 1분도 채 되지 않는 이 영화는 한 소년이 정원사에게 장난을 치는 모습을 보여준다. 무성 영화 시대(1895년–1927년)의 가장 유명한 코미디 배우는 찰리 채플린, 해럴드 로이드, 버스터 키턴이었지만, 이들은 1920년대 이후 "유성 영화"로 전환하는 데 성공했다.

#### 코미디 속 사회 비평
1960년대 영화 제작자들은 민감한 문화적, 정치적 또는 사회적 문제를 중심으로 이야기를 구성하여 코미디 영화를 사회적 메시지를 전달하는 데 능숙하게 사용했다. 그러한 영화로는 닥터 스트레인지러브, 초대받지 않은 손님, 졸업 등이 있다.

#### 캠프와 외설 코미디
미국에서는 성혁명이 파트너 체인지와 패니 힐을 포함하여 변화하는 사회 도덕을 기념하고 패러디하는 코미디에 대한 욕구를 불러일으켰다. 영국에서는 캠프 감성이 성공적인 캐리 온 영화의 바탕이 되었고, 미국에서는 전복적인 독립 영화 제작자 존 워터스가 드래그 퀸 친구들과 함께 대학생 관객을 위한 캠프 영화를 만들었으며, 이는 결국 주류 관객을 찾았다. 미국 텔레비전 프로그램 새터데이 나이트 라이브의 성공은 프로그램의 스타와 캐릭터를 활용하여 텔레비전에서 허용되는 더 노골적인 콘텐츠를 가진 수십 년간의 영화를 이끌었으며, 웨인즈 월드, 퀸카로 살아남는 법, 고스트버스터즈, 애니멀 하우스의 악동들 등이 큰 성공을 거두었다.

### 현재 시대
패러디 및 농담 기반 영화는 계속해서 관객을 찾고 있다.

## 평가
코미디 영화는 박스 오피스에서 관객들에게 가장 인기 있는 영화 중 하나이지만, 아카데미상과 같은 비평적 평가 및 수상에 있어서 '코미디에 대한 면밀하고 진지한 고려에 대한 역사적 편견'이 존재한다. 영화 작가 케일리언 새비지는 "코미디 영화가 오스카를 수상하기도 했지만, 대개 코미디 드라마이거나 매우 우울한 장면을 포함하거나, 셰익스피어 인 러브처럼 냉혹한 드라마 애호가들에게 다른 방식으로 어필했다"고 말한다.

## 하위 유형
- 무정부주의 코미디: 종종 권위의 형태를 풍자하는 무작위 또는 의식의 흐름 유형의 유머.[8] 이 장르는 무성 영화 시대부터 시작되었다. 주목할 만한 예로는 몬티 파이튼이 제작한 영화들이 있다.[9] 다른 예로는 오페라의 밤 (1935)과 더티 워크 (1998)가 있다.
- 욕실 코미디 (또는 징그러운 코미디): 징그러운 영화는 종종 젊은 성인 시장(18-24세)을 대상으로 하며, 저속하거나 성적이거나 화장실 유머에 크게 의존한다. 이들은 종종 많은 양의 욕설과 노출을 포함한다.[10] 예로는 포키스 (1981)와 메리에겐 뭔가 특별한 것이 있다 (1998)가 있다.
- 블랙 코미디: 금기 사항—죽음, 살인, 범죄, 자살, 전쟁—을 풍자적인 방식으로 다루는 영화.[11] 예로는 똑바로 살아라 (1989)와 킬러들의 도시 (2008)가 있다.
- 사상 코미디: 이 하위 유형은 종교, 성, 정치와 같은 진지한 사상을 탐구하기 위해 코미디를 사용한다. 종종 등장인물들은 특정의 상이한 세계관을 대표하며, 코믹한 효과와 사회 비평을 위해 상호작용하도록 강요된다.[12] 몇 가지 예로는 왝 더 독 (1997)과 거짓말의 발명 (2009)이 있다.
- 매너 코미디: 사회 계층의 풍습과 허세를 풍자한다. 줄거리는 종종 불법적인 연애 사건이나 다른 스캔들과 관련이 있다. 일반적으로 줄거리는 위트 있는 대화보다 코믹한 효과에 덜 중요하다. 이 코미디 형식은 적어도 윌리엄 셰익스피어의 1623년 출판된 헛소동까지 거슬러 올라가는 긴 역사를 가지고 있다.[13] 예로는 티파니에서 아침을 (1961)과 투스카니의 태양 (2003)이 있다.
- 소극: 소극적인 영화는 가능성의 영역을 넘어 상황을 과장하여—따라서 즐거움을 선사한다.[14] 예로는 왓츠 업 덕 (1972)이 있다.
- 모큐멘터리: 코미디는 허구이지만 인터뷰와 "다큐멘터리" 영상, 그리고 일반적인 장면을 포함하는 다큐멘터리 스타일을 사용한다. 예로는 이것이 스파이널 탭이다 (1984)와 아임 스틸 히어 (2010)가 있다.
- 뮤지컬 코미디: 1920년대에 뿌리를 둔 영화 장르로, 디즈니의 증기선 윌리 (1928)가 이 초기 영화 중 가장 인기가 많았다. 이 하위 장르는 1970년대에 다시 인기를 얻었으며, 벅시 말론 (1976)과 그리스 (1978)와 같은 영화들이 컬트 영화로 자리매김했다.
- 관찰 코미디: 일상생활의 평범한 관행에서 유머를 찾는 영화.[15] 관찰 유머의 영화적 예로는 퓨어리 벨터 (2000)와 더 빅 이어 (2011)가 있다.
- 패러디 (또는 스푸프): 패러디 영화는 다른 영화 장르나 고전 영화를 풍자한다. 이러한 영화들은 비꼬는 말, 고정관념화, 다른 영화 장면의 모방, 그리고 캐릭터 행동의 의미를 명백하게 보여주는 것을 사용한다.[16] 이 형식의 예로는 영 프랑켄슈타인 (1974)과 에어플레인 (1980)이 있다.
- 섹스 코미디: 유머는 주로 성적인 상황과 욕망에서 파생된다.[17] 애니멀 하우스의 악동들 (1978)과 라틴 러버가 되는 법 (2017)처럼.
- 시트콤: 유머가 고정된 캐릭터 그룹(또는 캐릭터 유형)을 알고 나서, 유머러스하고 아이러니한 병치를 만들기 위해 다른 상황에 노출시키는 데서 오는 장르.[18] 예로는 특근 (1985)과 온천탕 타임머신 (2010)이 있다.
- 스트레이트 코미디: 이 광범위한 하위 유형은 코미디에 특정 접근 방식을 시도하지 않고, 코미디 자체를 위해 코미디를 사용하는 영화에 적용된다.[19] 성질 죽이기 (2003)와 내 여자친구의 결혼식 (2011)은 스트레이트 코미디 영화의 예이다.
- 슬랩스틱 영화: 과장되고 요란한 신체적 동작을 통해 불가능하고 유머러스한 상황을 만들어낸다. 주로 시각적 사건 묘사에 의존하기 때문에 소리가 필요하지 않다. 따라서 이 하위 장르는 무성 영화에 이상적이었고 그 시대에 널리 퍼졌다.[1] 슬랩스틱의 스타로는 해럴드 로이드, 로스코 아버클, 찰리 채플린, 피터 셀러스, 노먼 위즈덤 등이 있다. 이들 중 일부 스타와 로럴과 하디, 스리 스투지스와 같은 공연단은 유성 영화에 슬랩스틱 코미디를 접목하여 성공을 거두기도 했다. 슬랩스틱 코미디의 현대적인 예로는 마우스 헌트 (1997)와 나쵸 리브레 (2006)가 있다.
- 초현실 유머: 초현실주의의 역사와 특별히 관련되지는 않지만, 초현실 코미디는 비논리적인 행동과 스토리텔링 기법—기괴한 병치, 터무니없는 상황, 정상적인 상황에 대한 예측 불가능한 반응—을 포함한다.[19] 몇 가지 예로는 브라질 (1985)과 바톤 핑크 (1991)가 있다.

## 하이브리드 하위 장르
윌리엄스의 분류법에 따르면, 모든 영화 설명에는 유형(코미디 또는 드라마)이 하나 이상의 하위 장르와 결합되어야 한다. 이 조합은 별도의 장르를 만들지 않지만, 영화에 대한 더 나은 이해를 제공한다.
- 액션 코미디 이 유형의 영화는 코믹한 장난과 액션을 혼합하며, 주연 배우들이 한 줄짜리 농담과 스릴 넘치는 줄거리, 대담한 스턴트를 결합한다. 이 장르는 1980년대에 에디 머피와 같은 코미디언들이 48시간 (1982) 및 비버리 힐스 캅 (1984)과 같이 액션 지향적인 역할을 맡기 시작하면서 북아메리카에서 특히 인기를 끌었다.
- 액션 코미디의 하위 장르(윌리엄스는 매크로 장르라고 명명)는 다음과 같다:[5]
  - 무술 영화 슬랩스틱 무술 영화는 성룡 등의 작품을 통해 홍콩 영화의 주류가 되었으며, 그 예로는 성룡의 CIA (1998)가 있다. 쿵푸 팬더는 쿵푸에 초점을 맞춘 액션 코미디이다.
  - 슈퍼히어로 영화 일부 액션 영화는 슈퍼히어로에 초점을 맞춘다. 예를 들어, 인크레더블, 핸콕, 킥 애스: 영웅의 탄생, 데드풀 등이 있다.
  - 버디 영화 미드나잇 런, 러시아워, 21 점프 스트리트, 나쁜 녀석들, 스타스키와 허치, 탱고와 캐쉬, 리썰 웨폰, 잠복근무 등과 같이 코믹한 효과를 위해 잘 맞지 않는 파트너를 주연으로 하는 영화.
- 코미디 스릴러: 코미디 스릴러는 유머와 서스펜스 요소를 결합한 유형이다. 실버 스트릭, 셔레이드, 키스 키스 뱅뱅, 아메리칸 사이코, 미스터 & 미세스 스미스, 그로스 포인트 블랭크, 그림자 없는 남자, 빅 픽스, 숙녀 사라지다와 같은 영화.
- 코미디 미스터리: 코미디 미스터리는 코미디와 미스터리 소설의 요소를 결합한 영화 장르이다. 이 장르는 1930년대와 1940년대에 정점에 달했지만, 코미디 미스터리 영화는 계속해서 제작되어 왔다.[20] 예로는 핑크 팬더 시리즈,[21] 스쿠비 두 영화, 클루 (1985), 나이브스 아웃 (2019)이 있다. 코미디 미스터리 영화 목록도 참조.
- 범죄 코미디: 범죄와 코미디 영화의 하이브리드 혼합으로, 예로는 팔무 경감의 실수 (1960), 오 형제여 어디에 있는가 (2000), 돈을 갖고 튀어라 (1969), 누가 로저 래빗을 모함했나 (1988)가 있다.
- 판타지 코미디: 판타지 코미디 영화는 코믹한 목적을 위해 마법, 초자연적 또는 신화적 인물을 사용한다. 일부 판타지 코미디는 패러디 또는 풍자 요소를 포함하여 판타지 관습을 뒤집는다. 예를 들어 영웅이 비겁한 바보가 되거나 공주가 얼간이가 되는 식이다. 이러한 영화의 예로는 빅, 존 말코비치 되기, 19곰 테드, 후크, 박물관이 살아있다!, 사랑의 블랙홀, 클릭, 어 싸우전드 워즈 등이 있다.
- 코미디 호러: 코미디 호러는 공포 영화에 귀속되는 일반적인 어두운 테마와 "공포 전술"을 유머러스한 방식으로 다루는 장르/유형이다. 이러한 영화들은 종종 스크림, 록키 호러 픽쳐 쇼, 흡혈 식물 대소동, 못말리는 드라큐라, 무서운 영화와 같이 캠프 스타일이 선호되는 어리석은 공포 클리셰를 보여준다. 일부는 훨씬 더 미묘하며 공포를 패러디하지 않는다. 예를 들어 런던의 늑대 인간이 있다. 또 다른 스타일의 코미디 호러는 이블 데드 (1981), 바탈리언 (1985), 데드 얼라이브 (1992), 도그하우스 (2009)와 같이 과도한 폭력과 고어에 의존할 수도 있다. 이러한 영화는 때때로 스플래터와 슬랩스틱의 합성어인 스플랫스틱으로 알려져 있다. 고스트버스터즈를 이 범주에 포함하는 것이 합리적일 것이다.
- 일상 코미디: 일상 영화는 한 사람의 삶에서 작은 사건들을 중요하게 부각시킨다. "인생의 작은 일들"은 주인공 (그리고 관객)에게 액션 영화의 클라이맥스 전투나 서부 영화의 마지막 총격전만큼이나 중요하게 느껴진다.[5] 종종 주인공들은 영화의 진행 중에 여러 겹의 문제들을 다룬다.[5] 일상 코미디는 종종 일상생활의 부조리나 반어를 언급하며 유머를 찾는다. 예를 들어 터미널 (2004) 또는 웨이트리스 (2007)가 있다. 캐릭터 유머도 일상 코미디에서 광범위하게 사용되며, 아메리칸 스플렌더 (2003)에서 볼 수 있다.
- 로맨틱 코미디: 로맨틱 코미디는 사랑에 대한 사회적 믿음(예: "첫눈에 반한 사랑", "사랑은 모든 것을 정복한다", 또는 "모든 사람에게 맞는 사람이 있다"와 같은 주제)을 강화하는 중심 주제를 가진 유머러스한 영화이다. 이야기는 일반적으로 사랑에 빠지는 (그리고 사랑에서 벗어나 다시 사랑에 빠지는) 캐릭터들을 중심으로 전개된다.[22] 아멜리에 (2001), 애니 홀 (1977), 셔레이드 (1963), 시티 라이트 (1931), 네 번의 결혼식과 한 번의 장례식 (1994), 그것 (1927), 더 랍스터 (2015), 내 아내는 총장 (1966), 마이 페이버릿 와이프 (1940), 귀여운 여인 (1990), 뜨거운 것이 좋아 (1959), 사랑할 때 버려야 할 아까운 것들 (2003), 해리가 샐리를 만났을 때 (1989)는 로맨틱 코미디의 예이다.
- 스크루볼 코미디: 로맨틱 코미디의 하위 장르인 스크루볼 코미디는 중심 남성 캐릭터의 이야기에 초점을 맞추는 것처럼 보이지만, 강한 여성 캐릭터가 중심이 되면 남성의 이야기는 주로 여성이 도입한 새로운 문제에 부차적이 된다. 이 이야기는 중요성이 커지고, 그렇게 되면서 남성의 남성성은 종종 그의 연인이 되는 날카로운 기지 있는 여성에 의해 도전받는다.[5] 일반적으로 낭만적인 요소, 다른 경제 계층의 사람들 간의 상호작용, 빠르고 재치 있는 재치 있는 응답, 일종의 역할 반전, 그리고 해피 엔딩을 포함할 수 있다. 스크루볼 코미디의 전성기 예로는 어느 날 밤에 생긴 일 (1934), 베이비 길들이기 (1938), 필라델피아 스토리 (1940), 그의 연인 프라이데이 (1940), 스미스 부부 (1941)가 있으며, 최근 예로는 컨티넨탈 디바이드 (1981), 노 브레인 레이스 (2001), 아워 이디엇 브라더 (2011)가 있다.
- 과학 소설 코미디: 과학 소설 코미디 영화는 종종 전통적인 SF 영화의 요소를 코믹한 효과를 위해 과장한다. 예로는 스페이스볼, 콘헤드 대소동, 갤럭시 퀘스트, 화성 침공, 맨 인 블랙 등이 있다.
- 스포츠 코미디: 스포츠 코미디는 코미디 장르와 스포츠 영화 장르를 결합한다. 주제적으로 이야기는 종종 "우리 팀" 대 "상대 팀"의 대결이며, 상대 팀은 항상 이기려고 노력할 것이고 우리 팀은 그들이 인정을 받거나 속죄를 받을 자격이 있다는 것을 세상에 보여줄 것이다. 이야기는 항상 팀을 포함할 필요는 없다.[4] 이야기는 또한 개별 선수에 관한 것이거나 팀에서 뛰는 개별 선수에 초점을 맞출 수도 있다. 이 슈퍼 장르의 코믹한 측면은 종종 신체적 유머(베이스켓볼 - 1998), 캐릭터 유머(스페이스 잼 - 1996), 또는 역경 속에서 성공하는 형편없는 선수들의 병치(벤치워머스 - 2006)에서 나온다.
- 전쟁 코미디: 전쟁 영화는 일반적으로 소수의 고립된 개인들이 외부의 힘에 의해 하나씩 죽임당하는(문자적으로 또는 은유적으로) 이야기를 다루며, 결국 최후의 사투를 벌이는 것으로 끝난다. 주인공들이 죽음에 직면하는 것은 전쟁 영화의 중심적인 기대이다.[4] 전쟁 코미디는 죽음에 맞서는 이 개념에 병적인 유머 감각을 불어넣는다. 전쟁 영화에서 적이 영웅보다 수적으로나 힘으로 우세할지라도, 우리는 영웅이 방법을 찾아내면 적을 물리칠 수 있다고 가정한다.[23] 종종 이러한 전략적 감각은 전쟁 코미디에서 유머러스한 기회를 제공한다. 예로는 굿모닝 베트남; 매시; 괴짜들의 병영 일지 등이 있다.
- 서부 코미디: 서부극 슈퍼 장르의 영화는 종종 미국 남서부나 멕시코를 배경으로 하며, 많은 장면이 야외에서 펼쳐져 자연의 거친 아름다움을 만끽할 수 있다.[4] 관객이 예상하는 본능적인 요소로는 주먹다짐, 총격전, 추격전이 있다. 또한 일몰, 광활한 풍경, 끝없는 사막과 하늘을 포함한 장엄한 파노라마 이미지에 대한 기대도 있다.[5] 서부 코미디는 종종 특정 캐릭터(쓰리 아미고, 1986), 대인 관계(론 레인저, 2013) 또는 서부극 패러디(랭고, 2011)에서 유머를 찾는다.